# جاك هيوز (سياسي)
جاك هيوز (بالإنجليزية: Jack Hughes)‏ هو نقابي وسياسي أسترالي، ولد في 1910، وتوفي في 1998.